# Volksbank Gescher
Die Volksbank Gescher eG ist eine deutsche Genossenschaftsbank mit Sitz in der nordrhein-westfälischen Stadt Gescher im Kreis Borken.

## Geschichte
Die heutige Volksbank Gescher eG wurde am 29. Januar 1898 in Gescher gegründet und hat sich bis heute ihre Eigenständigkeit bewahrt.

### Gründung 1898
Die Volksbank Gescher geht auf die am 23. Januar 1898 gehaltene Gründungsversammlung des Gescherer Spar- und Darlehenskassenverein e.G.m.u.H zurück. Aufsichtsratsvorsitzender war L. Meyer, Vikar und Präses von Haus Hall, 1. Rendant war Bernhard Beving aus Estern.

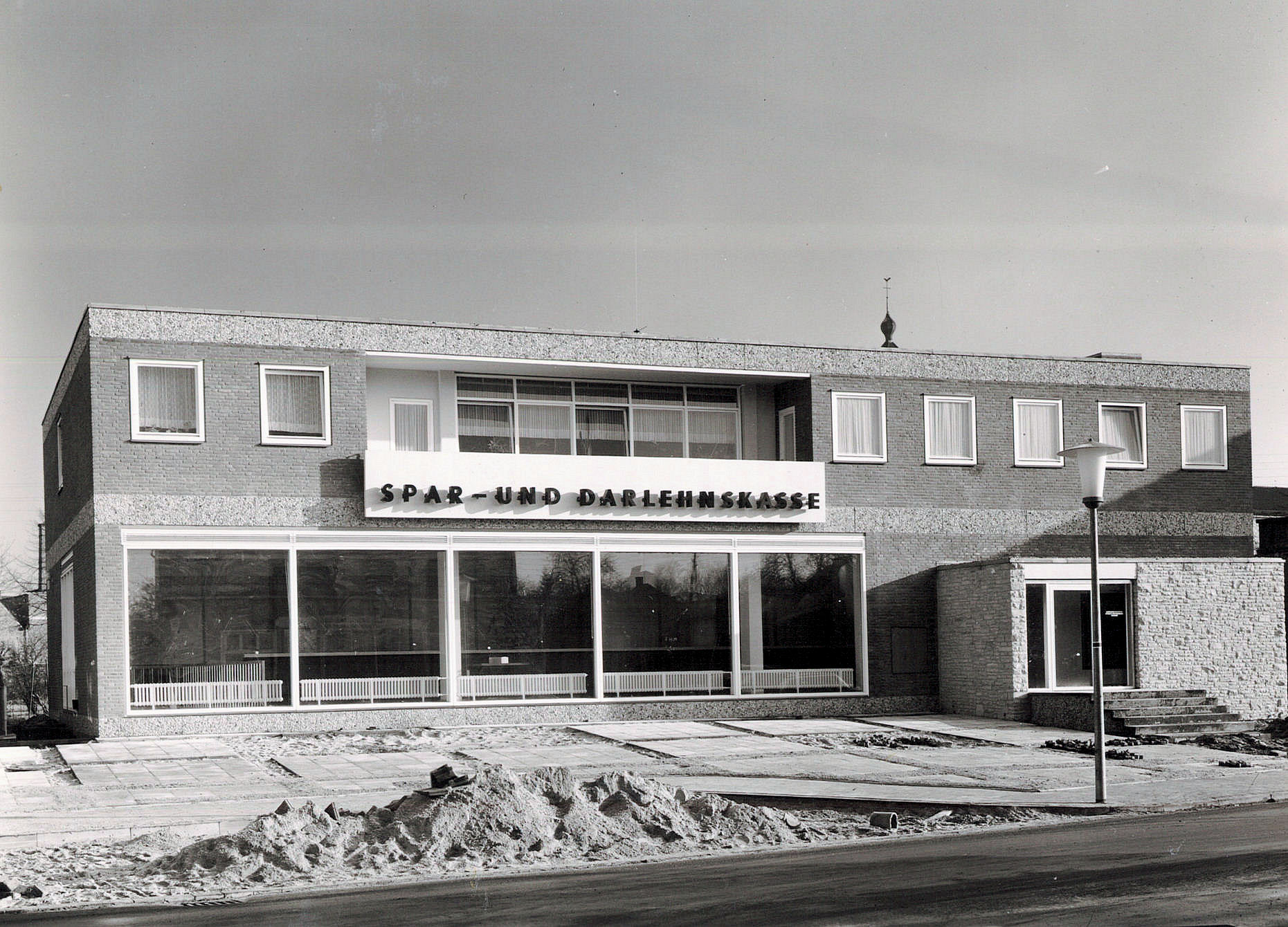
Die Hauptstelle der Spar- und Darlehnskasse, 1962

4 Monate nach der Gründung hatte die Vereinigung 110 Mitglieder, 42 Einleger (davon 13 Knechte, Mägde und Kinder), 9 Mitglieder, die Darlehen erhalten hatten. Die Bilanzsumme für das Jahr belief sich auf 77.000 Mark. Geschäftslokale befanden sich in den ersten Jahren im Alten Haus Möbel Mensing, Haus Scharlau und schließlich im Domhotel.

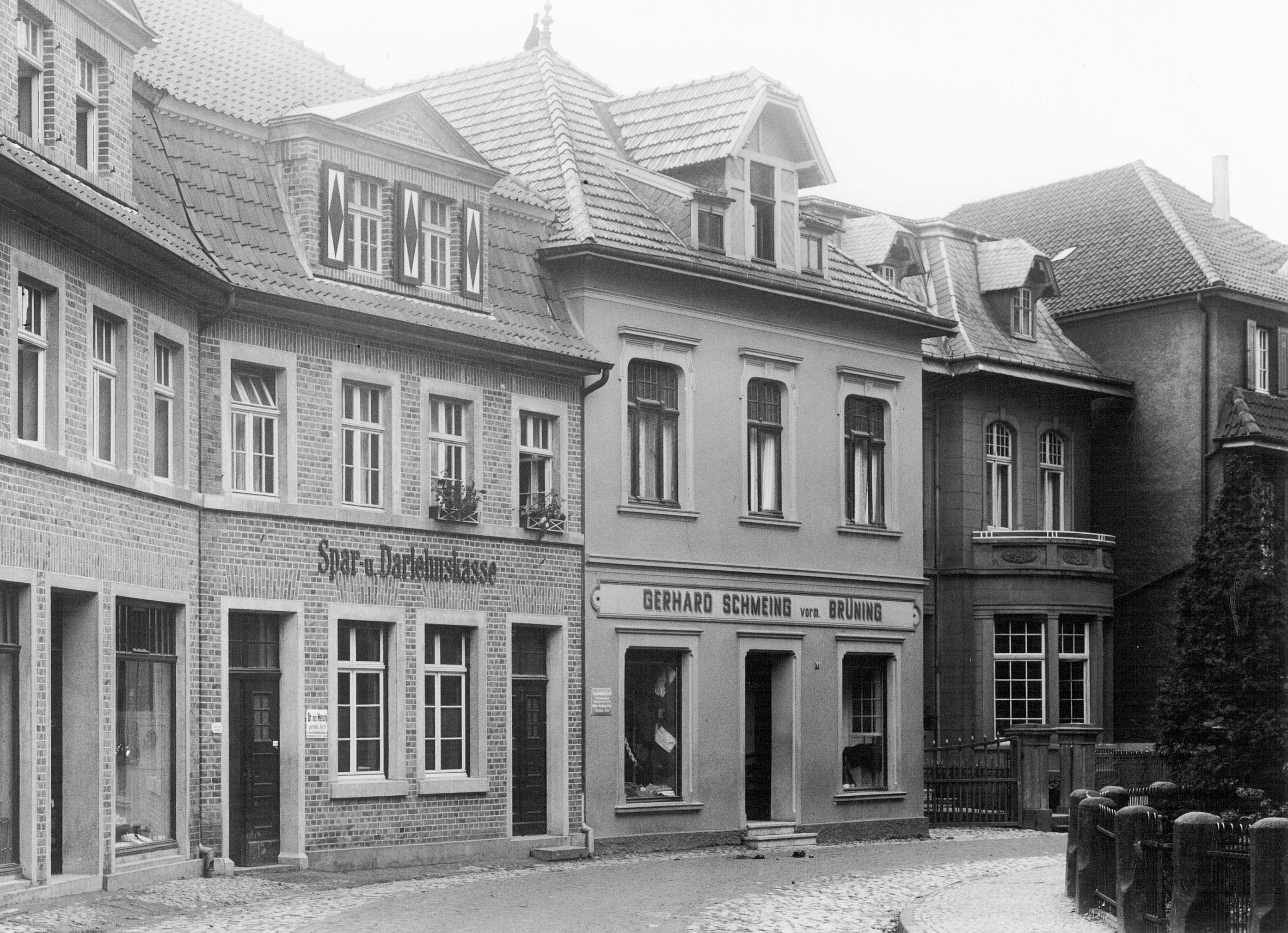
Die Hauptstelle der Spar- und Darlehnskasse, 1927

1927 bezog die Bank das erste eigene Bankgebäude.

### Nach 1945
1948 lag die Eröffnungsbilanz, nach der Währungsreform, bei 700.000 DM. 1949 erfolgte die Umfirmierung in Spar- und Darlehenskasse Gescher e.G.m.u.H.
Am 28. November 1961 wurde eine Zweigstelle im Ortsteil Hochmoor eröffnet. Ende 1962 bezog die Bank ein neues Gebäude an der Katharinenstraße. 1968 bekam die Zweigstelle in Hochmoor ein eigenes Gebäude.
1985 bekam die Hauptstelle ein neues Aussehen. Am 1. Mai 1998 feierte die Bank ihr 100-jähriges Jubiläum.
Am 7. Juni 2001 erfolgte die Umfirmierung in Volksbank Gescher eG.

## Rechtsverhältnisse
Die Volksbank Gescher eG ist im Genossenschaftsregister beim Amtsgericht Coesfeld unter GnR 151 eingetragen.

## Organisationsstruktur
Rechtsgrundlagen sind das Genossenschaftsgesetz und die durch die Vertreterversammlung beschlossene Satzung. Organe der Bank sind der Vorstand, der Aufsichtsrat und die Vertreterversammlung. Sie gehört dem Bundesverband der Deutschen Volksbanken und Raiffeisenbanken an.

## Sicherungseinrichtung
Die Volksbank Gescher eG ist der amtlich anerkannten Sicherungseinrichtung des Bundesverbandes der Deutschen Volksbanken und Raiffeisenbanken GmbH und der zusätzlichen freiwilligen Sicherungseinrichtung des Bundesverbandes der Deutschen Volksbanken und Raiffeisenbanken e.V. angeschlossen.

## Geschäftsausrichtung
Die Volksbank Gescher eG betreibt das Universalbankgeschäft. Im Verbundgeschäft arbeitet sie mit der DZ Bank, R+V Versicherung, Bausparkasse Schwäbisch Hall, Teambank, VR Leasing, DZ Hyp und der Union Investment zusammen.

## Geschäftsgebiet
Das Geschäftsgebiet liegt im Osten des Kreises Borken.
An diesen Orten betreibt die Bank Filialen:
- Gescher (Hauptstelle, jur. Sitz)
- Hochmoor (SB-Geschäftsstelle)